# ラグビーフィジー代表
ラグビーフィジー代表は、フィジーラグビー協会によるフィジーのラグビーユニオンのナショナルチームである。愛称は「フライング・フィジアンズ」。

## 概要
トンガ・サモアとともにパシフィック・トライネイションズを形成していた。
W杯では第1回でベスト8に進出し、変幻自在のパスワークとランニングからフィジアン・マジックとも呼ばれた。
1986年から1992年にかけて、スーパーラグビーの前身大会となるサウスパシフィック・チャンピオンシップに参加していた。
2007年より元ワールドのイリ・タブアが監督に就任。2007年大会では格上のウェールズ代表に勝利してベスト8に進出した。
2006年からパシフィック・ネイションズカップに参加している。
2020年、オータム・ネイションズカップに参加。
試合前のウォークライはジンビ (Cibi)。
2022年1月から、ワールドラグビーにより代表資格に関する新たなルールが加わった。これにより、他国代表としての出場から36カ月以上が経過した選手は、本人または両親か祖父母が生まれた国の代表に変更できることになった。フィジーのほか、サモアやトンガなど南太平洋諸国の選手が経済的事情などで外国へ流出している状況への配慮となる。
新しい代表資格ルール適用により、セタ・タマニバル（元ニュージーランド代表Cap3）は2022年からフィジー代表として出場している。

## ワールドカップの成績
- 1987年 - ベスト8
- 1991年 - プール戦敗退
- 1995年 - 地区予選敗退
- 1999年 - プレーオフ敗退
- 2003年 - プール戦敗退
- 2007年 - ベスト8
- 2011年 - プール戦敗退
- 2015年 - プール戦敗退
- 2019年 - プール戦敗退
- 2023年 - ベスト8
- 2027年 - 出場権獲得

## 選手

### 現在の代表
フィジー代表 パシフィックネーションズカップ2025 スコッド
所属・キャップ数を含め、2025年8月12日現在。
- ヘッドコーチ :  ミック・バーン（英語版）

| 選手                               | ポジション     | 誕生日 (年齢)          | キャップ | チーム                   |
| ---------------------------------- | -------------- | ---------------------- | -------- | ------------------------ |
| エロニ・マウィ                     | プロップ       | 1996年6月2日（29歳）   | 43       | サラセンズ               |
| ハエレイティ・ヘテット             | プロップ       | 1997年7月10日（28歳）  | 17       | フィジアン・ドゥルア     |
| メサケ・ドンゲ                     | プロップ       | 1993年4月1日（32歳）   | 19       | フィジアン・ドゥルア     |
| サム・タワケ                       | プロップ       | 1996年11月11日（28歳） | 14       | フィジアン・ドゥルア     |
| メリ・トゥニ                       | プロップ       | 2000年6月29日（25歳）  | 2        | フィジアン・ドゥルア     |
| テヴィタ・イカニヴェレ             | フッカー       | 1999年9月6日（25歳）   | 25       | フィジアン・ドゥルア     |
| ズリエル・トンギアタマ             | フッカー       | 1999年2月3日（26歳）   | 7        | フィジアン・ドゥルア     |
| イソア・ナシラシラ                 | ロック         | 1999年9月13日（25歳）  | 24       | フィジアン・ドゥルア     |
| テモ・マヤナヴァヌア               | ロック         | 1997年11月9日（27歳）  | 27       | ノーサンプトン・セインツ |
| メサケ・ヴォチェヴォチェ           | ロック         | 2003年5月16日（22歳）  | 10       | フィジアン・ドゥルア     |
| エトニア・ワクァ                   | ロック         | 1999年6月2日（26歳）   | 0        | フィジアン・ドゥルア     |
| エリア・カナカイヴァタ             | バックロー     | 1996年7月12日（29歳）  | 13       | フィジアン・ドゥルア     |
| モティカイ・マリー                 | バックロー     | 2003年8月8日（22歳）   | 1        | フィジアン・ドゥルア     |
| イソア・トゥワイ                   | バックロー     | 2002年6月4日（23歳）   | 1        | フィジアン・ドゥルア     |
| ビリアメ・マタ                     | バックロー     | 1991年10月22日（33歳） | 33       | ブリストル・ベアーズ     |
| キティオネ・サラワJr.              | バックロー     | 2001年5月23日（24歳）  | 10       | フィジアン・ドゥルア     |
| フィリップ・バセララ               | スクラムハーフ | 2004年9月14日（20歳）  | 1        | フィジアン・ドゥルア     |
| シミオネ・クルボリ                 | スクラムハーフ | 1999年1月2日（26歳）   | 19       | フィジアン・ドゥルア     |
| ケイリブ・マンツ                   | フライハーフ   | 1999年10月30日（25歳） | 16       | フィジアン・ドゥルア     |
| イサイアウ・アームストロングラヴラ | フライハーフ   | 2004年1月7日（21歳）   | 12       | フィジアン・ドゥルア     |
| カラヴェティ・ラヴォウヴォウ       | センター       | 1998年6月6日（27歳）   | 9        | ブリストル・ベアーズ     |
| イニア・タブアヴォウ               | センター       | 2002年8月31日（22歳）  | 8        | フィジアン・ドゥルア     |
| セミ・ランドランドラ               | センター       | 1992年6月13日（33歳）  | 21       | リヨンOU                 |
| セタ・タマニバル                   | センター       | 1992年7月23日（33歳）  | 3        | 東芝ブレイブルーパス東京 |
| サム・ワイ                         | ウイング       | 2000年11月11日（24歳） | 1        | カウンティーズ・マヌカウ |
| ケム・ヴァレティニ                 | ウイング       | 1994年8月26日（30歳）  | 2        | フィジアン・ドゥルア     |
| ポニパテ・ロンガニマシ             | ウイング       | 1998年3月26日（27歳）  | 4        | フィジアン・ドゥルア     |
| タニエラ・ラクロ                   | ウイング       | 1994年8月26日（30歳）  | 1        | フィジアン・ドゥルア     |
| トゥイドラキ・サムサムヴォドレ     | ウイング       | 1998年2月16日（27歳）  | 0        | フィジアン・ドゥルア     |

## ワールドラグビー男子ランキング
ワールドラグビーが発表するデータにもとづく。
| ワールドラグビー男子ランキング 上位30チーム（2025年8月4日時点） | ワールドラグビー男子ランキング 上位30チーム（2025年8月4日時点） | ワールドラグビー男子ランキング 上位30チーム（2025年8月4日時点） | ワールドラグビー男子ランキング 上位30チーム（2025年8月4日時点） |
| 順位                                                            | 変動*                                                           | チーム                                                          | ポイント                                                        |
| --------------------------------------------------------------- | --------------------------------------------------------------- | --------------------------------------------------------------- | --------------------------------------------------------------- |
| 1                                                               | 増減なし                                                        | 南アフリカ共和国                                                | 092.78                                                          |
| 2                                                               | 増減なし                                                        | ニュージーランド                                                | 092.06                                                          |
| 3                                                               | 増減なし                                                        | アイルランド                                                    | 089.83                                                          |
| 4                                                               | 増減なし                                                        | フランス                                                        | 087.82                                                          |
| 5                                                               | 増減なし                                                        | イングランド                                                    | 087.64                                                          |
| 6                                                               | 増減なし                                                        | オーストラリア                                                  | 082.08                                                          |
| 7                                                               | 増減なし                                                        | アルゼンチン                                                    | 082.05                                                          |
| 8                                                               | 増減なし                                                        | スコットランド                                                  | 081.57                                                          |
| 9                                                               | 増減なし                                                        | フィジー                                                        | 080.50                                                          |
| 10                                                              | 増減なし                                                        | イタリア                                                        | 077.77                                                          |
| 11                                                              | 増減なし                                                        | ジョージア                                                      | 074.69                                                          |
| 12                                                              | 増減なし                                                        | ウェールズ                                                      | 074.05                                                          |
| 13                                                              | 増減なし                                                        | サモア                                                          | 072.48                                                          |
| 14                                                              | 増減なし                                                        | 日本                                                            | 072.29                                                          |
| 15                                                              | 増減なし                                                        | スペイン                                                        | 069.12                                                          |
| 16                                                              | 増減なし                                                        | アメリカ合衆国                                                  | 068.45                                                          |
| 17                                                              | 増減なし                                                        | ウルグアイ                                                      | 067.52                                                          |
| 18                                                              | 増減なし                                                        | ポルトガル                                                      | 066.44                                                          |
| 19                                                              | 増減なし                                                        | トンガ                                                          | 065.46                                                          |
| 20                                                              | 増減なし                                                        | チリ                                                            | 063.83                                                          |
| 21                                                              | 増減なし                                                        | ルーマニア                                                      | 062.67                                                          |
| 22                                                              | 増減なし                                                        | ベルギー                                                        | 061.20                                                          |
| 23                                                              | 増減なし                                                        | 香港                                                            | 059.98                                                          |
| 24                                                              | 増減なし                                                        | ジンバブエ                                                      | 058.80                                                          |
| 25                                                              | 増減なし                                                        | カナダ                                                          | 057.75                                                          |
| 26                                                              | 増減なし                                                        | オランダ                                                        | 057.01                                                          |
| 27                                                              | 増減なし                                                        | ナミビア                                                        | 056.97                                                          |
| 28                                                              | 増減なし                                                        | ブラジル                                                        | 055.90                                                          |
| 29                                                              | 増減なし                                                        | スイス                                                          | 055.26                                                          |
| 30                                                              | 増減なし                                                        | ポーランド                                                      | 054.06                                                          |
| *前週からの変動                                                 |                                                                 |                                                                 |                                                                 |
| フィジーのランキングの推移                                      |                                                                 |                                                                 |                                                                 |
| 生のグラフデータを参照/編集してください.                        |                                                                 |                                                                 |                                                                 |
| 出典: ワールドラグビー 推移グラフの最終更新: 2025年8月4日       |                                                                 |                                                                 |                                                                 |
|                                                                 | 現在、技術上の問題で一時的にグラフが表示されなくなっています。  |                                                                 |                                                                 |

## かつての主な代表選手
- ワイサレ・セレビ
- ニッキー・リトル
- セコベ・レアウェレ
- セミシ・サウカワ